# Валери Ценов
Валери Ценов е български художник живописец.

## Биография и творчество
Валери Ценов е роден на 27 октомври 1961 г. в село Лехчево, Монтана. Завършва Художествената гимназия в Пловдив през 1981 г. Учи в НХА от 1983 до 1989 г. в класа на проф. Борислав Стоев.
Работи в областта на маслената живопис, акрила и акварела. Валери има над 55 самостоятелни изложби в България, Германия, Швейцария, Франция, Испания, САЩ, Люксембург и др. Негови творби са притежание на галерии и колекционери от почти целия свят.
Живее и работи в Пловдив.